# 자이산호

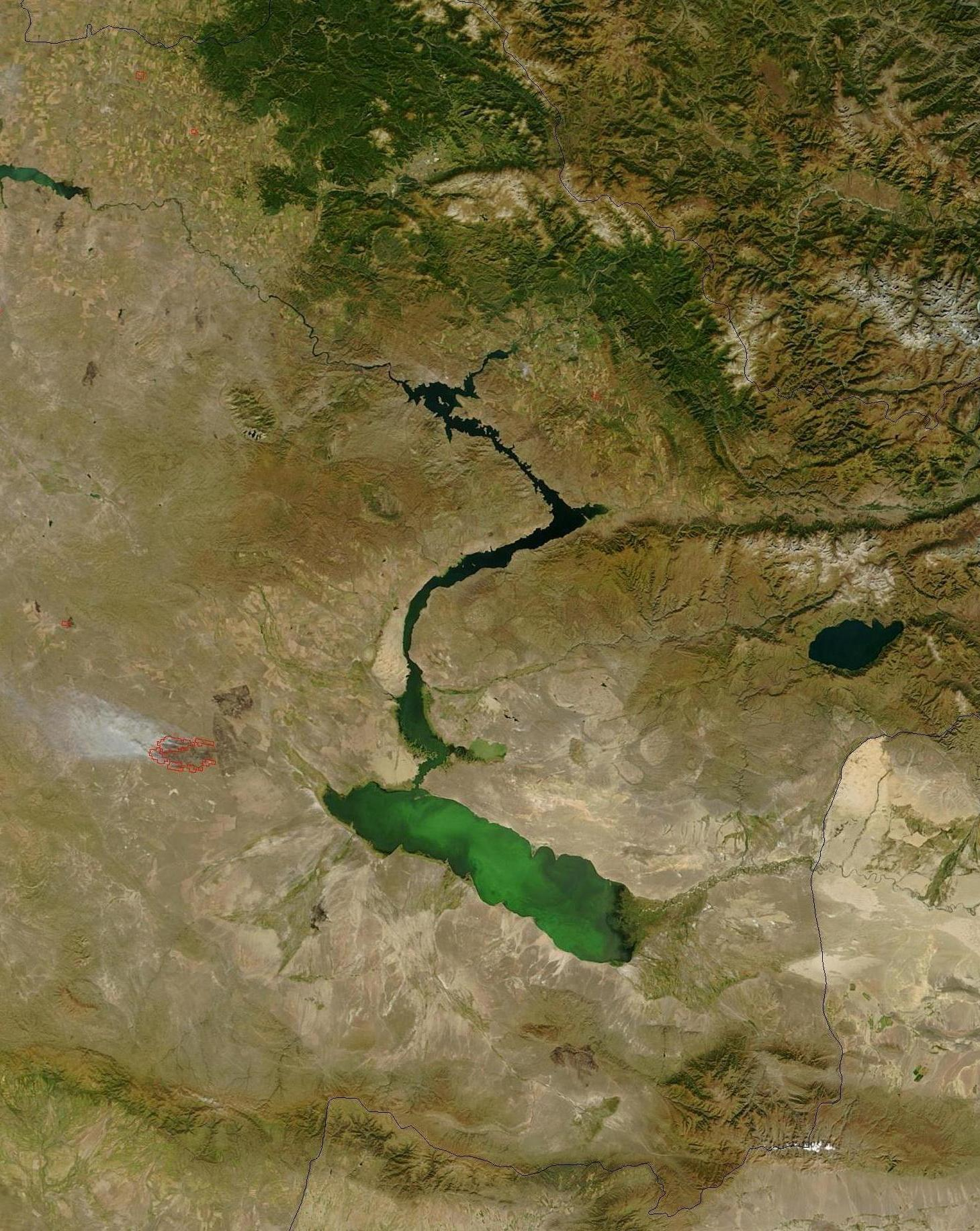
자이산호 위성 사진

자이산호(카자흐어: Зайсан көлі)는 카자흐스탄 동카자흐스탄주에 위치한 담수호로 면적은 1,810km2, 최대 길이는 105km, 최대 너비는 48km이며 최대 수심은 15m, 수면 높이는 420m이다.
이르티시강 방향으로 흐르며 11월 초반부터 4월 말까지는 호수가 언다. 1959년에 부흐타르마 댐이 건설됨에 따라 이전에 비해 수위가 6m 정도 상승했고 면적이 5,000km2 가까이 확장되었다.